# Пономарьов Андрій Ігорович
Пономарьов Андрій Ігорович (нар. 4 серпня 1983 року, Сєвєродонецьк) — композитор, мультиінструменталіст, саунддизайнер, член Національної кіноакадемії України, Заслужений діяч мистецтв України (Указ Президента України 465/2021 [Архівовано 5 лютого 2022 у Wayback Machine.]).

## Життєпис
Народився 4 серпня 1983 року в Северодонецьку на Луганщині. Закінчив Запорізьку музичну школу №1 і три курси Запорізького музичного училища імені П. Майбороди по класу кларнета (1999—2000 рр.), після чого перевівся на четвертий курс Харківського музичного училища імені Бориса Лятошинського.
Володіє грою на музичних інструментах: фортепіано, дерев'яні духові, щипкові, струнні, перкусія.
У 2001 році переїхав до Києва, де проживає й досі.
Перші роки працював оркеструвальником, сесійним музикантом і звукорежисером на студіях звукозапису «Asteroid» та «Melo Group»; телеканалах «StarTV», «Новий Канал», «112 Україна» і радіостанції «Авторадіо Україна».
У 2016 році починає працювати кінокомпозитором та саунддизайнером на студії звукозапису «KWA Sound Production».
Нині пише музику для художніх фільмів, комп'ютерних ігор та авторських концертних програм.
Одружений. Дружина — Євгенія Пономарьова, з якою виховують двох синів — Федора та Михайла.
Захоплення — фотографія та веломарафони.

## Фільмографія

### Музика до фільмів
2021 — «Носоріг» (режисер — О. Сенцов)
2020 — «Usrus» (режисер — О. Шаматава)
2020 — «Blindfold / Із зав'язаними очима [Архівовано 4 квітня 2019 у Wayback Machine.]» (режисер — Т. Дронь)
2019 — «Сторонній [Архівовано 24 липня 2021 у Wayback Machine.]» (режисер — Д. Томашпольський)
2017 — «Кіборги. Герої не вмирають» (режисер — А. Сеітаблаєв)

### Саунддизайн
2020 — «Казка старого мельника» (режисер — О. Ітигілов)
2019 — «Гуцулка Ксеня» (режисер — О. Дем'яненко)
2019 — «Шлях мерця» (режисер Г. Фомін)
2018 — «Бобот та енергія Всесвіту» (режисер — М. Ксьонда)
2017 — «Мир вашому дому» (режисер — В. Лерт)
2016 — «Я з тобою» (режисер — О. Туранський)
Також є автором музики до більше тридцяти багатосерійних телевізійних фільмів, десятків короткометражних робіт і саундтреків до комп'ютерних ігор.